# 幡多弁
幡多弁（はたべん）は、高知県西部の幡多地域（幡多郡・四万十市・土佐清水市・宿毛市・四万十町旧大正町・旧十和村）で話されている日本語の方言である。四国方言の一種。愛媛県南部の宇和島方言ともに渭南方言または四国西南部方言とも呼ばれる。

## 特徴
基本的には、同じ高知県の中部・東部で話されている土佐弁に似た特徴を持つが、幡多弁と土佐弁で異なる点も少なくない。京阪式アクセントやその変種が主流の四国地方において、愛媛県南西部と同じく東京式アクセントである点も特徴的である。
|                    | 幡多弁               | 土佐弁           |
| ------------------ | -------------------- | ---------------- |
| アクセント         | 内輪東京式アクセント | 京阪式アクセント |
| 理由を表す接続助詞 | けん                 | きい、きん、け   |
| 現在進行           | しよる、しよう       | しゆう           |
| 現在完了           | しちょる、しちょう   | しちゅう         |

## 幡多弁に関連した人物・作品など
- 「歌姫」（ただし、作品中では幡多弁と土佐弁が混同されている部分も少なくない）
- 「遅咲きのヒマワリ〜ボクの人生、リニューアル〜」